# Fritz Kaufmann (Skispringer)
Fritz Kaufmann (* 15. April 1905 in Grindelwald; † 22. Januar 1941) war ein Schweizer Skispringer und Nordischer Kombinierer. Er war Ende der 1920er- und Anfang der 1930er-Jahre der beste Schweizer Springer, nahm mehrmals an Weltmeisterschaften und 1932 an den Olympischen Winterspielen teil und gewann neben zahlreichen weiteren Wettkämpfen zweimal das Springen bei den Schweizer Meisterschaften. Sein grösster Erfolg war der Gewinn der Silbermedaille bei der Weltmeisterschaft 1931 in Oberhof.

## Werdegang
Fritz Kaufmann begann während seiner Schulzeit mit dem Skisport und zeigte als Jugendlicher bereits einen auffallend sauberen Sprungstil. Als er beim Grossen Skirennen der Schweiz 1925 in Engelberg erstmals in der Klasse der Senior I startete, belegte er den dritten Platz im Sprunglauf. Kaufmann entwickelte sich zum besten Springer der Schweiz und gewann in den Jahren 1929 und 1930 den Sprunglauf bei den Grossen Skirennen der Schweiz, den Schweizer Skimeisterschaften, in Arosa und Engelberg. Offizielle Schweizer Meistertitel wurden im Sprunglauf aber erst ab 1934 vergeben.
1929 in Zakopane gehörte Kaufmann erstmals der Schweizer Auswahlmannschaft für die Nordischen Skiweltmeisterschaften an und belegte beim Sprunglauf von der Krokiew-Schanze als zweitbester Schweizer den 14. Platz.
Im Februar 1930 nahm Kaufmann an den Nordischen Skiweltmeisterschaften teil, die in jenem Jahr in Oslo ausgetragen wurde. Dort belegte er als bester Schweizer und gleichzeitig bester Mitteleuropäer hinter einer Phalanx aus Norwegern und Schweden den 22. Platz im Sprunglauf. Im Dezember desselben Jahres sprang er auf der Mettenbergschanze in Grindelwald einen neuen Schanzenrekord von 52 Metern. In den nächsten Monaten folgten weitere Siege in Davos, Mürren, Gstaad, Zermatt, Wengen oder im thüringischen Oberschönau. Den Höhepunkt seiner Karriere feierte Kaufmann bei den Nordischen Skiweltmeisterschaften 1931 in Oberhof, als er mit Sprüngen auf 57 und 56 Meter hinter dem Norweger Birger Ruud die Silbermedaille gewann. Kaufmann startete auch in der Nordischen Kombination, belegte im Langlauf Platz 55 und im Kombinationsspringen lediglich Rang 38, da er im ersten Sprung zwar die Tagesbestweite von 60 Metern erzielte, den Sprung aber nicht stand, was im Endklassement der Kombination Rang 39 bedeutete.
Im Winter 1931/32 gewann Kaufmann unter anderem Springen in Andermatt, Davos und Zermatt. Ebenso siegte er beim Silvesterspringen auf der Mettenbergschanze. Im Februar 1932 nahm Kaufmann neben Cesare Chiogna und dem zu dieser Zeit in den Vereinigten Staaten als Skilehrer tätigen Fritz Steuri an den Olympischen Winterspielen in Lake Placid teil. Zunächst starteten die Springer Kaufmann und Chiogna in der Nordischen Kombination, um dadurch eine zusätzliche Vorbereitung für das Spezialspringen zu haben. Kaufmann gewann den Kombinationssprunglauf und belegte mit Rang 32 im Langlauf den 23. Platz in der Kombination. Im anschliessenden Spezialspringen wurde Kaufmann mit Weiten von 63,5 und 65,5 Metern Sechster.
An den Weltmeisterschaften 1933 in Innsbruck konnte Kaufmann nicht teilnehmen, da er sich wenige Tage zuvor beim Training in Kitzbühel verletzt hatte. 1934 gewann Kaufmann unter anderem zwei Springen in Adelboden und Wengen, doch bei den Weltmeisterschaften 1934 in Sollefteå kam er nur auf den 28. Platz im Sprunglauf. Im Januar 1935 gewann Kaufmann zwei Springen auf der Mettenbergschanze in Grindelwald und der Lötschbergschanze in Kandersteg. An den Weltmeisterschaften im Februar 1935 konnte er jedoch abermals nicht teilnehmen, da er beim Training in der Hohen Tatra stürzte und Verletzungen an Schulter und Knöchel erlitt. Im Juli 1935 siegte Kaufmann zum zweiten Mal nach 1931 beim Sommerskirennen am Jungfraujoch.
Im Januar und Februar 1936 gewann Kaufmann Springen in Adelboden, Montana, Grindelwald und St. Moritz. In Gstaad wurde er im selben Jahr Meister des Berner Oberlandes, zudem erreichte er 1936 und 1937 auf der Olympiaschanze in St. Moritz zwei zweite Plätze, im Sommer 1937 einen Sieg am Jungfraujoch und am Ende des Jahres einen weiteren Sieg beim Altjahrsspringen in Grindelwald. Für die Olympischen Winterspiele 1936 und die Weltmeisterschaft 1937 wurde er vom Schweizerischen Skiverband allerdings nicht selektioniert.
Seinen letzten grossen internationalen Auftritt hatte Kaufmann dann bei den Nordischen Skiweltmeisterschaften 1938 in Lahti, doch er stürzte im ersten Sprung und musste auf den zweiten wegen Skibruchs verzichten. Zwei Wochen nach dieser WM gewann Kaufmann bei den Schweizer Meisterschaften in Wengen das Springen in der Altersklasse I und im Dezember 1938 siegte er erneut auf der Olympiaschanze in St. Moritz. Zu Beginn des Jahres 1939 gewann Kaufmann unter anderem Springen in Arosa, St. Moritz, Adelboden, Engelberg und Grindelwald. Am 19. Februar 1939 vollführte er im Anschluss an die Bündner Skimeisterschaft in Pontresina mit seinem Cousin Christian Kaufmann einen Doppelsprung, bei dem sie jedoch im Auslauf ernstlich zusammenstiessen. Fritz Kaufmann erlitt einen Oberkiefer- und Rippenbruch, Christian Kaufmann einen Bruch im Handgelenk und beide eine Gehirnerschütterung. Sie erholten sich aber bald von diesem Missgeschick und nahmen weiter an Wettkämpfen teil. 1939 und 1940 erzielte Fritz Kaufmann bei den Altjahrsspringen auf der Grindelwalder Mettenbergschanze jeweils den zweiten Platz.
Im Januar 1941 schied Kaufmann durch Suizid aus dem Leben.

## Erfolge

### Olympische Winterspiele
- Lake Placid 1932: 6. Sprunglauf, 23. Nordische Kombination

### Weltmeisterschaften
- Zakopane 1929: 14. Sprunglauf
- Oslo 1930: 22. Sprunglauf
- Oberhof 1931: 2. Sprunglauf, 39. Nordische Kombination
- Sollefteå 1934: 28. Sprunglauf